# Sangarrén
Sangarrén és un municipi d'Espanya a la província d'Osca, a l'Aragó. Té una superfície de 32,31 km² amb una població de 262 habitants (cens 2007) i una densitat de 8,48 hab/km².

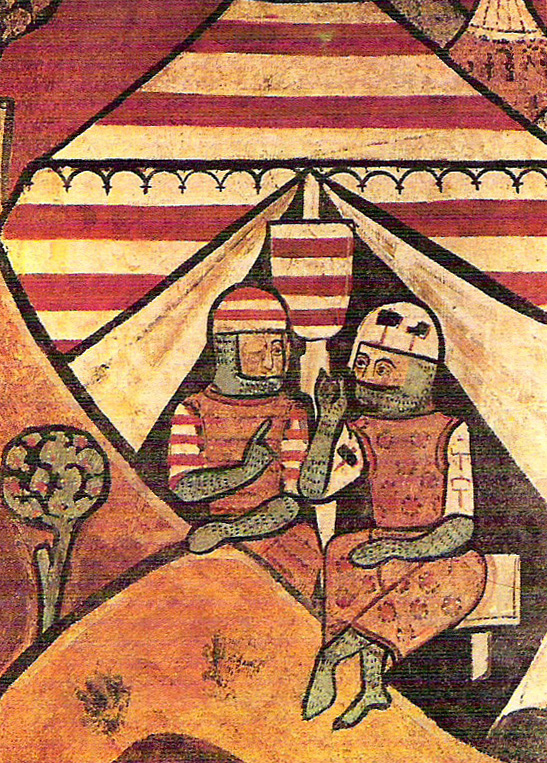
Hug IV d'Empúries i Pero Maça de Sangarrén durant la conquesta de Mallorca